# Erzbischöflicher Stuhl München und Freising
Der Erzbischöfliche Stuhl München und Freising ist eine Körperschaft des öffentlichen Rechts und ein selbständiger kirchlicher Rechtsträger nach kanonischem Recht mit Sitz in München. 
Er hat seine Wurzeln im Bischöflichen Stuhl Freising, einer der Amtsführung und dem Unterhalt des Bischofs von Freising dienenden  Vermögensmasse. 
Erzbischof Reinhard Marx hat mit Wirkung zum 15. August 2016 das Statut des Erzbischöflichen Stuhls erlassen. Gemäß § 7 des Statuts nimmt der Ökonom der Erzdiözese München und Freising das Amt des Ökonomen des Erzbischöflichen Stuhls mit Hilfe der Erzbischöflichen Finanzkammer wahr. 
Die Kirche Maria am Berg in Berchtesgaden gehört dem Erzbischöflichen Stuhl, weshalb die Renovierungen von ihm finanziert werden. 